# Municipalità di Kiama
La municipalità di Kiama è una local government area che si trova nel Nuovo Galles del Sud. Si estende su una superficie di 258 chilometri quadrati e ha una popolazione di 20.906 abitanti. La sede del consiglio si trova a Kiama.